# André Étienne Justin Pascal Joseph François d'Audebert de Férussac
O barão André Étienne Justin Pascal Joseph François d'Audebert (ou d'Audibert) de Férussac (Chartron, Tarn-et-Garonne, 30 de dezembro de 1786 – Paris, 21 de janeiro de 1836)  foi um naturalista francês.